# Златно доба српског сликарства
Златно доба српског сликарства обухвата сликарство српских манастира, грађених у Рашком стилу, током XIII века. Као својеврстан почетак, узима се живопис манастира Студеница, који је рађен током 1208. и 1209. године, док његов крај, а уједно и врхунац, чини сликарство Сопоћана (1263—1268). Основну одлику овог периода чине монументалност композиција и пластичност ликова и оно се највише, од свог стваралаштва у тадашњој Европи, приближило традицији класичне уметности и хеленском идеалу лепоте. Оно такође попуњава и својеврсну празнину у византијској уметности, између стваралаштва Комнина (током XII века) и Ренесансе Палеолога (од краја XIII до средине XV века), коју су створили крсташи освајањем Цариграда 1204. године.
Рашки стил представља симбиозу византијских и романских елемената, у којој се стари романски облици постепено губе, а византијски јачају.
Након Рашког стила примат преузима оригинални српски стил, једини без спољних утицаја - моравски стил. Са његовом применом се кренуло након повлачења срба на север, у долину Мораве и Подунавље.
Поред већ наведеног сликарства Сопоћана, међу најлепшим представницима овог стила истичу се живописи Милешеве, Мораче и цркве светих Апостола у Пећкој патријаршији. Најзначајније фреске овог периода, поређане хронолошки, су:
- Распеће Христово (Студеница)
- Мироснице на Христовом гробу (Милешева)
- Скидање са крста (Милешева)
- Свети Илија у пустињи (Морача)
- Деизис (црква светих Апостола)
- Вазнесење (црква светих Апостола)
- Рођење Христово (Сопоћани)
- Успење Богородице (Сопоћани)